# 綱川明美
綱川明美（つながわあけみ、1987年（昭62年）1月20日 - ）は、日本の実業家。株式会社ビースポークの創業者・代表取締役社長。
行政のデジタル化や、旅行業界に特化した会話型AI（チャットボット）の第一人者として国際会議に多数出席する。

## 経歴
神奈川県出身。国内外でビジネスを展開する経営者の両親に育てられ、神奈川県立横浜緑ケ丘高等学校を卒業後に渡米。UCLA国際開発部を卒業。
卒業後は豪系投資銀行のマッコーリーキャピタルにて日本オフィス初の新卒として機関投資家向け日本株のリサーチ・セールスに従事。その後、日本株のトレーディング、海外企業の日本進出支援、日系金融機関の海外進出コンサルティング業務を担当し、フィデリティ・インターナショナルで機関投資家向け金融商品の開発を経て、2015年に株式会社ビースポークを設立。世界15カ国以上からトップレベルの開発者を採用し、困ったときに友人のように親身にサポートしてくれる多言語ＡＩ「Bebot（ビーボット）」を開発。政府機関、地方公共団体、国際空港、宿泊施設、銀行などで導入されている。これまでに、独立系ベンチャーキャピタル（VC）のアーキタイプ・ベンチャーズ、銀行やエンジェル投資家などから、10億円以上を調達している。
2021年に岸田総理創設のデジタル臨時行政調査会の有識者、富山県南砺市のデジタルアドバイザーを努める。

## 人物
小学生低学年で通い始めたパソコンスクールでインターネットに触れ、最新技術に興味を持つ。親族の半分がカナダに在住することから、幼少期から海外に興味をもち、高校卒業後に渡米。帰国後は、外資系の金融機関に勤めた。元々起業には一切興味がなかったが、趣味の旅行中に不便な思いをしたことをきっかけに会社ビースポークを創業。
パソコンスクールの他に、学習塾、ピアノ、水泳の習い事をしていた。
趣味はヨガとカタンの開拓者たち。豚のぬいぐるみを集めている。

## メディア・登壇イベント
NHK「新世代が解く！ニッポンのジレンマ2019元日スペシャル」論客
渋谷のラジオ：Play Back！渋谷コワーキングの人々 #02 - Creative Lounge MOV
TBSラジオ：THE FROGMAN SHOW A.I.共存ラジオ　好奇心家族
Startup GRIND Tokyo
Chatbot Summit Tel Aviv 2019
Cog X 2019 London
WiT Japan & North Asia 2019
IHTF 2019
一般社団法人 九州経済連合会「AIチャットボットを活用した訪日客のインサイト収集事例」
日本ホテル協会　第８５回幹部育成セミナー
トラベルボイスLIVE・特別版「電通・デジタルトラベル最新動向セミナー」
九州運輸局　国際観光シンポジウム第二弾
「ニッポンの魅力再発見～外国人旅行者に商店街へ来てもらおう～」
Chatbot Summit Berlin 2018
WiT Japan & North Asia 2018
Tourisme du futur 2018
HSMAI Singapore 2018
HSMAI Mexico 2018
The HSMAI Day Spain 2018
XHUB TOKYO
WiT  Singapore 2017
Travelport Live in Sydney 2017
第62回運輸政策セミナー 「 AIとIoTが観光・運輸産業にもたらすインパクト　～世界標準になるための活用事例と今後の経営戦略～ 」
「女性のためのシンポジウム これが私の生きる道
Advertising Week Asia 2016
50 Shades Of Chatbots: What Remains After The Sexiness Has Gone
ビースポークのチャットボット、訪日客の旅の友
ホテル向けチャットボットのビースポーク、海外初進出
綱川明美さんの仕事論 -
AIチャットボット“Bebot”が提供する最高の旅行体験【#bebot】
綱川 明美 氏インバウンド観光におけるチャットボットの可能性
Three lessons on how chatbots can become more than just talk but revenue drivers
Bots, bottled water and search - a varied snapshot of industry issues in 2018
Silicon Valley has Chatbots all Wrong. Here’s How They Really Make Money.
人と共生するAI革命～活用事例からみる生活･産業･社会の未来展望～
「カタン」でビジネスに必要な思考力が鍛えられる！ 